# Tulupari
Tulupari is een bestuurslaag in het regentschap Probolinggo van de provincie Oost-Java, Indonesië. Tulupari telt 2851 inwoners (volkstelling 2010).